# V446 Возничего
V446 Возничего (лат. V446 Aurigae), HD 40753 — двойная звезда в созвездии Возничего на расстоянии приблизительно 1364 световых лет (около 418 парсеков) от Солнца. Видимая звёздная величина звезды — от +8,65m до +8,45m.

## Характеристики
Первый компонент — красный гигант, пульсирующая медленная неправильная переменная звезда (LB) спектрального класса M5, или M7, или Mb. Масса — около 1,278 солнечной, радиус — около 75,53 солнечных, светимость — около 609,832 солнечных. Эффективная температура — около 3301 K.
Второй компонент — коричневый карлик. Масса — около 42,72 юпитерианских. Удалён на 1,623 а.е..